# Verantwortungsdiffusion
Verantwortungsdiffusion bezeichnet das Phänomen, dass eine Aufgabe, die offensichtlich zu tun ist, nicht ausgeführt wird – obwohl dafür genügend fähige Personen anwesend beziehungsweise verfügbar wären. Die beteiligten Personen hoffen bewusst oder unbewusst, dass eine andere Person schon rechtzeitig einschreiten würde.
Alternativ kann unter dem Begriff eine nicht eindeutige Zuordnung einer Aufgabe einer verantwortlichen Stelle oder Person verstanden werden. Das Problem ist regelmäßig in der freien Wirtschaft und im Umgang mit Behörden bekannt, wenn eine Zuordnung einer fehlerbehafteten Erledigung oder Entscheidung keinem einzelnen Verursacher mehr zugeordnet werden kann.
Der Begriff bezieht sich auf jenen der Verantwortung. Verantwortungsdiffusion wird unter anderem in der Psychologie, der Sozialpsychologie, der Pädagogik und der Organisationssoziologie untersucht.
In der Verhaltensforschung wurde etwa das Verhalten von Zuschauern bei einer Straftat untersucht und festgestellt, dass alleine die Anwesenheit mehrerer Zuschauer die Wahrscheinlichkeit von Hilfeleistungen erheblich senken kann (Bystander-Effekt).
Bei der Untersuchung der Aufgabenverteilung in Organisationen stößt die Soziologie immer wieder auf das Phänomen, dass Tätigkeiten, die von Mitarbeitern durchaus als notwendig eingestuft werden, dennoch nicht ausgeführt werden. Als Erklärung wird etwa genannt, dass die Verbindung zwischen der eigenen organisatorischen Rolle und dem Charakter der Aufgabe für die in Frage kommenden Akteure ungeklärt ist.
Bei der Entstehung von Verantwortungsdiffusion kann auch eine übergeordnete Instanz ursächlich sein: Sie kann etwa durch fehlende oder unklare Zuordnung von Verantwortung oder auch durch gezielte Zuordnung gleicher Aufgaben an mehrere miteinander konkurrierende Stellen bedingt sein (vgl. Königsmechanismus).
Das Freiwilligendilemma stellt eine spieltheoretische Formalisierung der Verantwortungsdiffusion dar.
Ein weiterer Faktor in der Entstehung der Verantwortungsdiffusion ist die Tatsache, dass Menschen oftmals einen Konsens anstreben, und es vermeiden wollen, sich zu exponieren. Im schlimmsten Fall wird befürchtet, als unpopulär oder sogar „streitsuchend“ zu erscheinen.

## Beispiele
- Während einer Epidemie warten lokale und regionale Behörden mit Maßnahmen, obwohl die weitere Entwicklung auch auf ihrer Ebene absehbar ist. Sie verlassen sich darauf, dass die Bundesbehörden schon eingreifen würden, sobald die Situation problematisch wird.[1]
- Bei Bergtouren verlassen sich die Teilnehmer oft darauf, dass der Bergführer schon weiß, ob sich die Wetterlage in einer gefährlichen Weise entwickelt. Trotz einer hohen eigenen Erfahrung stellen die Teilnehmer die Entscheidungen des Bergführers nicht in Frage. Dies spielte beim Skitour-Unglück auf der Haute Route im April 2018 eine Rolle, bei dem sieben Menschen starben.

## Gegenmaßnahmen
Wie oben angesprochen, müssen Verantwortlichkeiten beschrieben und zugeteilt werden. Dies kann zum Beispiel erfolgen, indem eine Person bestimmt wird, die regelmäßig über ihren Zuständigkeitsbereich Bericht erstattet, und Maßnahmen vorschlägt beziehungsweise umsetzt. Die vorbestimmte Rolle dieser Person hilft ihr, auch unpopuläre Positionen einzunehmen und zu vertreten. Dies lehnt an die Technik des advocatus diaboli an, beziehungsweise an die Red-Team-Methode.
Kommunikationsschemata wie OAABS verhindern Verantwortungsdiffusion, indem jeder Person nur ein Auftrag erteilt wird, und kein Auftrag mehreren Personen zugeteilt wird.